# Nagercoil
Nagercoil este un oraș în India.